# Нардони, Хуан Игнасио
Хуан Игнасио Мартин Нардони (исп. Juan Ignacio Martín Nardoni; род. 14 июля 2002, Nelson, Санта-Фе) — аргентинский футболист, полузащитник клуба «Расинг» (Авельянеда).

## Клубная карьера
Нардони — воспитанник клуба «Унион Санта-Фе». 31 августа 2019 года в матче против «Сан-Лоренсо» он дебютировал в аргентинской Примере. 9 сентября 2022 в поединке против «Атлетико Сармьенто» Хуан забил свой первый гол за «Унион Санта-Фе».   